# Tsjechië op het Eurovisiesongfestival 2015

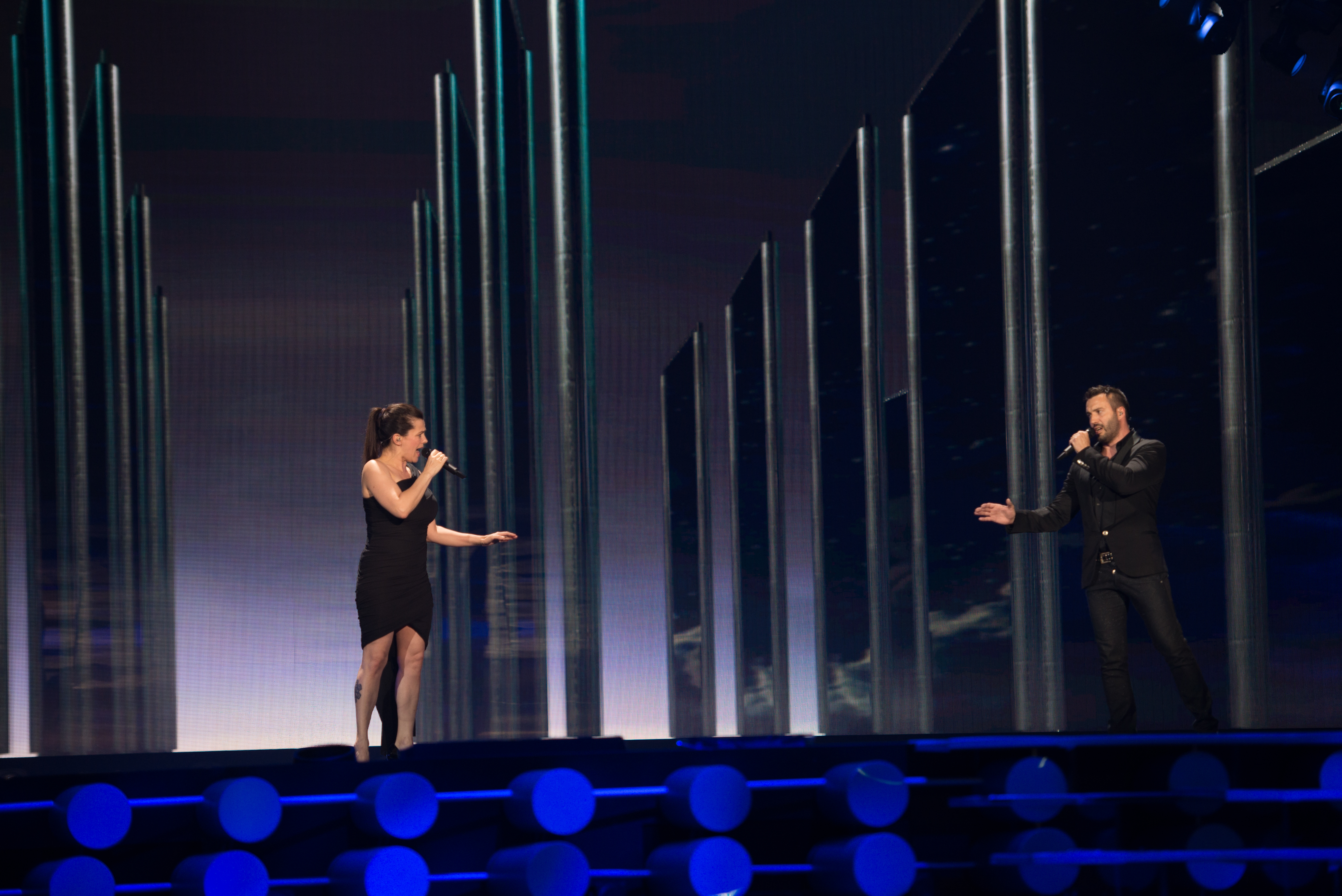
Marta Jandová en Václav Noid Bárta

Tsjechië nam deel aan het Eurovisiesongfestival 2015 in Wenen, Oostenrijk. Het was de vierde deelname van het land op het Eurovisiesongfestival. ČT was verantwoordelijk voor de Tsjechische bijdrage voor de editie van 2015.

## Selectie
Aanvankelijk zag het ernaar uit dat Tsjechië ook in 2015 afwezig zou blijven van het Eurovisiesongfestival. Op 29 juli 2014 maakte de Tsjechische openbare omroep immers zelf bekend niet te zullen terugkeren naar het liedjesfestijn. Echter, op 19 november 2014 maakte de EBU bekend dat Tsjechië zijn terugkeer zou maken in Wenen.
De Tsjechische staatsomroep koos voor een interne selectie om de Tsjechische act voor Wenen samen te stellen. Componist Ondřej Soukup werd gevraagd drie nummers te schrijven. Hijzelf mocht ook één of twee andere componisten aanduiden om een nummer te schrijven. Vervolgens zou een vakjury het Tsjechische lied voor het Eurovisiesongfestival 2015 selecteren. De inzending zou op 2 februari 2015 bekend worden gemaakt, maar reeds één dag eerder werd duidelijk dat Marta Jandová & Václav Noid Bárta met het Engelstalige Hope never dies naar Wenen zouden trekken.

## In Wenen
Tsjechië trad in Wenen in de tweede halve finale op donderdag 21 mei aan. Marta Jandová & Václav Noid Bárta traden als achtste van de zeventien landen aan, na Leonor Andrade uit Portugal en voor Nadav Guedj uit Israël. Tsjechië eindigde als dertiende met 33 punten, waarmee het uitgeschakeld werd.
2007 · 2008 · 2009 · 2010-2014 · 2015 · 2016 · 2017 · 2018 · 2019 · 2020 · 2021 · 2022 · 2023 · 2024 · 2025
Albanië · Armenië · Australië · Azerbeidzjan · België · Cyprus · Denemarken · Duitsland · Estland · Finland · Frankrijk · Georgië · Griekenland · Hongarije · Ierland · IJsland · Israël · Italië · Letland · Litouwen · Macedonië · Malta · Moldavië · Montenegro · Nederland · Noorwegen · Oostenrijk · Polen · Portugal · Roemenië · Rusland · San Marino · Servië · Slovenië · Spanje · Tsjechië · Verenigd Koninkrijk · Wit-Rusland · Zweden · Zwitserland